# Марсала (футбольний клуб)
Спортивний клуб Марсала 1912 (італ. S.C. Marsala 1912) - італійський клуб з міста Марсала, Сицилія. Він був заснований у 1912 році. Його офіційні та історичні кольори: білий і синій. Команду також називають "lilybetani".Lilybaeum - давня назва міста Марсала під час римського періоду.

## Історія
«Марсала» була заснована у 1912 році. Після першої Світової Війни вони були введені до Кубку «Federale Siciliana» в якому змагалися з «Палермо», «Мессіною» і «Катанією» .
Як професійний клуб Марсала завершила Серію С на шостому місці.Цей період датується 1942 роком. З тих пір Марсала грала ще 28 разів на цьому рівні, ледь не підвищившись у Серію B в 1960. Молодіжна академія клубу випустила декількох молодих гравців, які потім отримали популярність, навіть, на світовому рівні. Такі як, Марко Матерацці і Патріс Евра .
Команда оголосила про банкрутство у 2000 році. Сезон закінчився вильотом з турніру. Нова команда - «Associazione Sportiva Марсала 2000» була заснована з клубом «Дон Боско Партінісо» . Команда відразу ж підвищилась до Серії D, але була скасована в 2004 році відразу після іншого вильоту, коли програли в плей-оф «Аріано Ірпіно». Знову ж таки через фінансові проблеми.

## Відомі гравці
- Піерто Аккарді
- Габріель Сіоффі
- Патріс Евра
- Марко Матерацці
- Гаспар Уміль

## Відомі тренери
- Кармело ді Белла
- Паскуаль Маріно
- Етор Тревісан
- Стефано Дезідері